# Cathédrale de la Très-Sainte-Conception de Concepción
La cathédrale de la Très-Sainte-Conception est une cathédrale catholique située dans la ville de Concepción, au Chili. La cathédrale est le siège de l'archidiocèse de Concepción, une des cinq provinces ecclésiastiques du pays. Elle est dédiée à l'Immaculée Conception. L'ancienne cathédrale a été détruite par le séisme de 1939 à Chillàn.
De style rationaliste inspiré du néo-roman, elle a été construite de 1940 à 1950, complétée et consacrée en 1964. Elle s'élève à 22 mètres de hauteur. Ses architectes sont Ramón Venegas, Carlos Casanueva Baluca et Fernando Urrejola Arrau. Elle présente un grad arc en façade surplombé d'une statue de bronze de l'Immaculée Conception ouvrant les bras vers la cité.

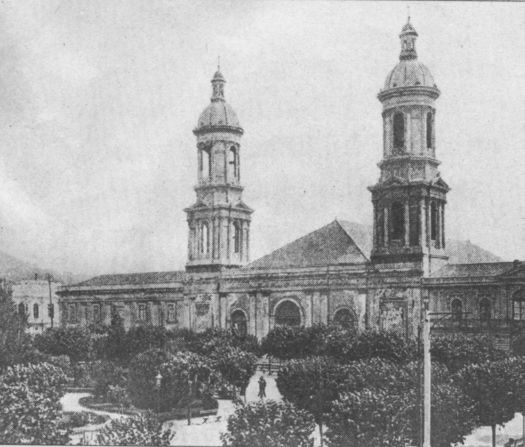
Ancienne cathédrale.
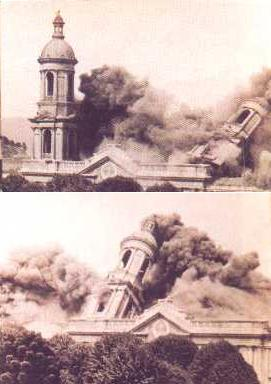
Destruction de l'ancienne cathédrale en 1939.

## Source
- (es) Cet article est partiellement ou en totalité issu de l’article de Wikipédia en espagnol intitulé « Catedral de la Santísima Concepción » (voir la liste des auteurs).

## voir aussi